# Marc Forné Molné

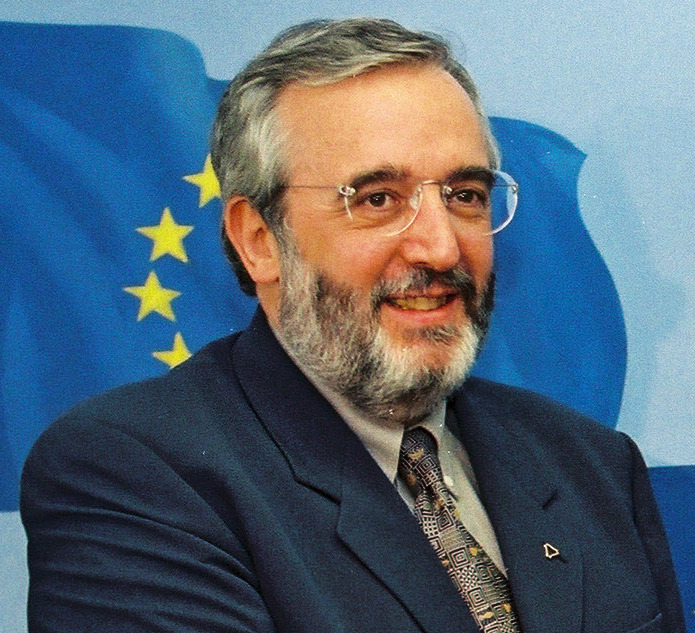
Marc Forné Molné

Marc Forné i Molné (Andorra la Vella, 30 december 1946) was van 1994 tot en met 2005 minister-president van Andorra. De advocaat was daarnaast voorzitter van de Liberale partij van Andorra (Partit Liberal d'Andorra).
Òscar Ribas Reig (1e) · Josep Pintat-Solans · Òscar Ribas Reig (2e) · Marc Forné Molné · Albert Pintat · Jaume Bartumeu · Antoni Martí · Xavier Espot Zamora